# Малка-Мари
Национальный парк Малка-Мари (англ. Malka Mari National Park) — национальный парк на северо-востоке Кении, у границы с Эфиопией, в Северо-Восточной провинции. Парк занимает треугольник между государственной границей на западе и рекой Дауа на востоке.
Создан в 1989 году, находится в управлении Службы охраны дикой природы Кении (KWS). В области Малка-Мари большая концентрация диких животных. Климат в парке сухой и жаркий, в приречной зоне растут пальмовые леса. Полузасушливые районы покрыты кустарниковыми зарослями. На территории парка встречаются различные виды антилоп и зебр, жирафов и газелей, пятнистые гиены и гепарды. В водах реки Дауа водится нильский крокодил.
В регионе проживают представители народов мурле, сомалийцы клана марехан.